# Шахская гвардия (Иран, 1925—1979)
Гвардия Шахиншаха «Бессмертные» (перс. گارد جاویدان شاهنشاهی‎) — элитное подразделение вооружённых сил Шаханшахского Государства Иран в 1925—1979. Обеспечивала личную охрану шаха, других представителей правящего семейства Пехлеви, ключевых объектов династии. Комплектовалась по принципу личной преданности Пехлеви. Участвовала в попытках подавления Исламской революции. После победы Исламской революции расформирована, высшие командиры казнены. Рядовой и младший командный состав частично интегрирован в армию исламской республики.

## Создание
Элитное подразделение личных телохранителей монарха — иранская военная традиция со времён древнеперсидской державы Ахеменидов. Она оставалась непрерывной при всех шахских династиях. Реза Шах Пехлеви после прихода к власти в 1921 также сформировал специальное соединение собственной охраны. В 1925 была учреждена гвардейская дивизия Пехлеви, численность которой достигала 20 тысяч пехотинцев и кавалеристов.
Шах Мохаммед Реза Пехлеви, преемник основателя династии, в 1942 осуществил переформировании гвардии. Были выделены несколько сотен отборных бойцов под командованием капитана (впоследствии генерал) Джафара Шафаката. Новое гвардейское подразделение формировалась по образцам британской Королевской конной гвардии и французской Республиканской гвардии. Гвардейскую форму и ритуалы разработал крупный специалист по персидской истории генерал Махмуд Бахармаст.
Во время политического кризиса в 1953 году гвардейцы поддержали шаха, продемонстрировав свою верность престолу. После свержения Мосаддыка гвардию вновь переформировал и увеличил до штатного размера дивизии основатель САВАК генерал Теймур Бахтияр. При этом он выделил ядро — особое подразделение «Бессмертные» («Джавиданы»), названное подобно аналогам Ахеменидских и Сасанидских времён. Это название распространилось на гвардию в целом.
В мирное время задачей гвардии являлось обеспечение безопасности высшего руководства, прежде всего шаха и его семьи. В период военных действий гвардия включалась в состав вооружённых сил Ирана.

## Структура и комплектование

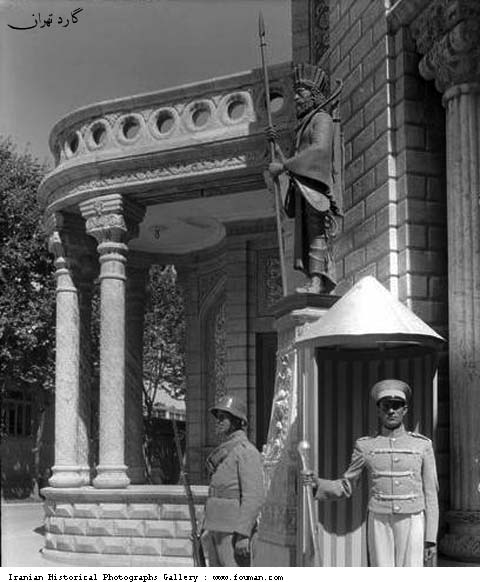
Штаб шахской гвардии в Тегеране

Шахская гвардия к концу 1970-х насчитывала до 18 тысяч солдат и офицеров — две пехотные дивизии и два бронедивизиона (называлась и цифра 30 тысяч, но она включала близкие по статусу подразделения). «Бессмертные» личной охраны составляли бригаду численностью до 5 тысяч человек. Отряд дворцовой кавалерии из примерно 40 всадников выполнял церемониальные функции. Основной структурной единицей являлся батальон, включающей боевой состав, транспортную часть и обслуживающий персонал. Весь личный состав постоянно базировался в Тегеране. Гвардейские казармы располагались на северо-востоке иранской столицы, в районе Лавизан.
Гвардия комплектовалась из добровольцев, срочная служба продолжалась 5 лет. Преимущество при зачислении в гвардию имели сыновья зажиточных крестьян. От будущих гвардейцев требовалась высокая физическая подготовка, сдача спортивных норм, грамотность и некоторый объём исторических знаний. В частях соблюдалась строгая дисциплина и культивировалась верность правящей династии, лично шаху и его политическому курсу. Служба в шахской гвардии пользовалась особым престижем.
Гвардейцы были вооружены автоматическим стрелковым орудием, располагали артиллерией, бронетехникой и вертолётами, преимущественно американского и британского производства. «Джавиданам» были придан батальон танков Чифтен.
Эмблемой шахской гвардией являлись львы под шахской короной со щитом цветов национального флага и скрещёнными мечами. Парадная форма была синего и красного цвета, носились также серебряные кирасы.

## Политическая позиция
Шахская гвардия рассматривалась как военно-политическая опора династии и правящего режима в целом. Гвардейское командование включалось в ближний круг монарха и являлось проводником его политики, причём не только в армии. При этом среди генералов и офицеров был распространён антиклерикализм, негативное отношение к шиитским имамам (особенно к аятолле Хомейни), что в ряде случаев вызывало недоумение и неприятие со стороны рядовых.
Командующими шахской гвардией в разное время являлись Джафар Шафакат, Голям Али Овейси, Аббас Карабаги, Нематолла Насири, Парвиз Амини-Афшар, Абдол Али Бадреи; одной из гвардейских дивизий в начале 1950-х командовал Бахрам Арьяна; последним командующим в январе 1979 был назначен Али Нешат. Все они принадлежали к военной верхушке Ирана, имели генеральские звания и выступали активными сторонниками шахской Белой революции. Генерал Бадреи, генерал Овейси, генерал Арьяна впоследствии командовали сухопутными войсками, генерал Карабаги был начальником генштаба, генерал Насири — директором САВАК, генерал Шафакат — министром обороны в последнем шахском правительстве Шапура Бахтияра. Генерал Мехди Рахими, заместитель командующего гвардией Амини-Ашфара, возглавлял тегеранскую полицию.
Важную роль в функционировании шахской гвардии играли системные связи со спецслужбой САВАК. По указанию шаха, наблюдение за гвардейцами курировал в тайной полиции генерал Хосейн Фардуст, армейским партнёром которого выступал Аббас Карабаги. САВАК контролировала военнослужащих, выявляла нелояльных. Тем не менее, в гвардии встречались и исламистски настроенные бойцы, и сторонники компартии Туде.

## Гвардия в подавлении «Восстания 15 Хордада»
Мощным катализатором исламистского революционного движения в Иране стали глубокие социально-экономические преобразования в рамках т. н. «белой революции шаха и народа». Реформы, инициированные монархическим режимом, ущемляли интересы крупных землевладельцев и приводили в ярость шиитское духовенство. Особенно жёсткую позицию в отношении шахских реформ занял Хомейни, который призвал религиозных деятелей и население Ирана бойкотировать конституционный референдум 26 января 1963. В последующие месяцы Хомейни, выступая в мечетях, продолжал критиковать правительство и шаха. Хомейни максимально воспользовался сложившейся ситуацией, чтобы побудить народ к восстанию.
Во второй половине дня 3 июня 1963 (в день Ашуры, 13 Хордада 1342 г.) Хомейни в научной духовной семинарии «Фейзийе» произнес речь, которая стала сигналом к восстанию «15 Хордада 1342 года» (5 июня 1963). В своей речи Хомейни провёл параллели между халифом из династий Омейядов Язидом I и Мохаммедом Реза Пехлеви. Он предупредил шаха, что если тот не изменит свою политику, настанет день, когда люди будут благодарить за его отъезд из страны. Хомейни открыто обвинял шаха в измене исламу и государству.
Вечером 4 июня была арестована большая группа соратников Хомейни, а в 3 часа ночи 5 июня сотни бойцов шахского спецназа окружили дом Хомейни и арестовали его. Сначала Хомейни был доставлен в Тегеран и заключен в тюрьму офицерского клуба. Вечером того же дня его перевели в тюрьму Каср. Весть об аресте Хомейни распространилась сначала в Куме, затем в других городах. В Куме, Тегеране, Ширазе, Мешхеде и Варамине массы разгневанных демонстрантов вступили в уличные столкновения с правительственными силами. В Тегеране они нападали на полицейские участки, офисы САВАК и правительственные здания.
Правительство объявило военное положение и ввело комендантский час. Шах отдал приказ гвардейцам под командованием генерала Овейси разогнать демонстрации. На следующий день протестные группы столкнулись с танками и «солдатами в боевом снаряжении с приказами стрелять на поражение». Шахские гвардейцы принимали активное участие в подавлении протестов. 5 июня гвардейцы атаковали крупнейший иранский теологический колледж в Куме.
Журналист Бакер Моини со ссылкой на полицейские отчёты сообщал, что 5 июня было арестовано 320 человек, в том числе 30 ведущих священнослужителей страны. В отчёте также говорится о погибших, численность которых достигла 380 человек.

## Свержение монархии и поражение гвардии
В период Исламской революции на шахскую гвардию возлагались задачи охраны ключевых столичных объектов. Гвардейские части патрулировали тегеранские улицы, пресекали революционные выступления в армии, привлекались к разгонам демонстраций, в том числе к событиям «Чёрной пятницы» — массовому расстрелу в Тегеране 8 сентября 1978.
Отмечались вооружённые нападения на штаб генерала Бадреи. 11 декабря 1978 двое гвардейских унтер-офицеров, которые поддерживали революцию, открыли стрельбу по офицерам в Лавизане. Погибли 12 человек, более 20 были ранены.
В целом гвардейцы оставались верны шаху, степень их лояльности превышала общеармейскую. После того, как шах вынужден был покинуть Иран 16 января 1979, гвардейцы по-прежнему изъявляли преданность «Его Императорскому Величеству Шахиншаху». Этот фактор был замечен в СССР: программа Время посвятила отдельный сюжет параду «личной гвардии шаха, готовящейся залить кровью улицы Тегерана». Этот парад состоялся 23 января 1979 с демонстрацией боевой подготовки и оснащения. Более 1200 гвардейцев прошли маршем на территории казарм в Лавизане, скандируя «Да здравствует шах!» Последний командующий гвардией генерал Али Нешат подтвердил готовность гвардии защищать монарха до последнего (Мохаммед Реза Пехлеви к тому времени уже покинул Иран).
В феврале военный губернатор Тегерана генерал Мехди Рахими объявил, что комендантский час начнется в 16:00.
Многие иранцы посчитали отъезд шаха признаком конца монархии. Однако гвардейцы, особенно «Бессмертные», категорически не верили в это. «Шах находится в одном из своих обычных отпусков, и военнослужащие видят это таким образом, — заявил журналистам генерал Нешат. — Когда Его Величество вернется, мои солдаты готовы пролить для него свою кровь до последней капли». Ранее Нешат призывал шаха проявлять большую жёсткость, действовать в наступательном стиле, и был сильно разочарован отсутствием отклика.
Шахская гвардия участвовала в уличных боях 9—11 февраля 1979. «Бессмертные» были последней боевой силой, с которой столкнулись революционеры в момент падения шахского режима. Несмотря на большие потери, многие гвардейцы продолжали сражаться даже после приказа командования вернуться в казармы.
Гвардейцы атаковали тегеранскую авиабазу, курсанты и технический персонал которой присоединились к революции. Столкновение закончилось полным поражением гвардейцев. Их численность и степень решимости стали несравнимы с противостоящей стороной после того, как восставшую авиабазу поддержали тысячи тегеранцев. Этот конфликт ускорил захват столицы революционными силами. При этом отмечались случаи перехода гвардейцев на сторону восставших, но они не являлись частыми.

Охранная система, которую Мохаммед Реза создал с большими затратами, рассыпалась под напором революционной массы.

11 февраля 1979, после решения армейского руководства о нейтралитете в событиях, командование шахской гвардии отдало приказ отступить в Лавизан. Генерал Нешат, выступив по радио, заявил о признании и «солидарности с революцией». Через посредников из революционного лагеря он пытался договориться о личной встрече с аятоллой Хомейни, гарантируя полную лояльность гвардии в отношении восстания.

## Трансформация
Расформирование шахской гвардии стало одним из первых решений исламско-революционных властей. Генерал Бадреи был убит при вооружённом сопротивлении победившим хомейнистам; генералы Насири, Амини-Ашфар, Рахими, Нешат казнены по приговорам революционных трибуналов; генералы Шафакат, Карабаги, Овейси, Арьяна эмигрировали из Ирана. Овейси и Арьяна активно участвовали в военно-политическом сопротивлении исламской республике; Овейси через несколько лет погиб в результате теракта, Арьяна скончался вскоре после него.
Генеральный штаб новой революционной армии издал приказ о расформировании всех гвардейских частей и включении личного состава в пехотные части. Правительство объявило о намерении сформировать национальную гвардию из революционных сил. На основе бывшей шахской гвардии было создано пехотное соединение Хамза, развёрнутое затем в 21-ю дивизию сухопутных войск. Дивизия базировалась в Тебризе, участвовала в Ирано-Иракской войне, после войны вновь частично дислоцирована в Лавизане. Командиром дивизии с 2018 является бригадный генерал Голям Хосейн Захир-Малики.